# Kainulaiset
Kainulainen, plural kainulaiset, är benämningen på meänkieli och finska på en befolkningsgrupp i Norrbotten som talar svenska eller någon svensk dialekt och som bor i Kalix älvdal söder om byn Limingojärvi, cirka två mil norr om Jockfall. Det finns två kommuner i denna del av Kalix älvdal, Kalix och Överkalix, och på svenska kallas invånarna här Överkalixbor respektive Kalixbor. På meänkieli och på finska heter dessa orter Kainuu respektive Ylikainuu. 
Det är också det finska namnet på den finsktalande befolkningsgruppen kväner i Nordnorge.
Förr syftade den finska benämningen kainulaiset snarast på den befolkning som bodde i norra Österbotten i Finland.
Inom det geografiska område där kainulaiset bor finns åtskilliga finska ortnamn: Morjärv, Räktjärv, Talljärv med flera.